# Cumlosen
Cumlosen est une commune allemande de l'arrondissement de Prignitz, Land de Brandebourg.

## Géographie
Cumlosen se situe le long de l'Elbe.
La commune comprend les quartiers de Motrich, Müggendorf et Wentdorf.
Cumlosen est traversé par la Bundesstraße 195 et la ligne de Wittenberge à Buchholz.

## Source, notes et références
- (de) Cet article est partiellement ou en totalité issu de l’article de Wikipédia en allemand intitulé « Cumlosen » (voir la liste des auteurs).